# 770-779

## Belangrijke gebeurtenissen

### Frankische Rijk
- 771 : Karloman I sterft, Karel de Grote wordt alleenheerser over het Frankische Rijk.
- 772 : Het begin van de Saksenoorlogen, die zullen duren tot 804.
- 773-774 : Beleg van Pavia. Karel verslaat koning Desiderius van de Longobarden en heerst over Noord-Italië.
- 778 : Slag bij Roncevaux. 12e-eeuwse sage dat het Frankische leger in een Saraceense hinderlaag liep.

### Lage landen
- 772: Karel de Grote onderwerpt de Friezen westelijk van de Lauwers.
- Vanaf ongeveer 772 werkt de Engelse missionaris Willehad vanuit Dokkum in het noorden van Friesland. Hij is actief in het Humsterland en Drenthe.
- Rond 772 trekken Saksische strijders het Oversticht binnen en vernielen in de omgeving van Deventer een aantal kerkjes. Abt Gregorius stuurt Liudger naar de streek om de herbouw te leiden.

## Heersers

### Europa
- Asturië: Aurelius (768-774), Silo (774-783)
- Beieren: Tassilo III (748-788)
- Bulgaren: Telerig (768-777), Kardam (777-803)
- Byzantijnse Rijk: Constantijn V (741-775), Leo IV (775-780)
- Engeland en Wales
  - Essex: Sigeric (758-798)
  - Gwynedd: Caradog ap Meirion (ca. 754-798)
  - Kent: Ecgbert II (765-779)
  - Mercia: Offa (757-796)
  - Northumbria: Alhred (765-774), Æthelred I (774-778), Ælfwald I (778-788)
  - Wessex: Cynewulf (757-786)
- Franken: Karloman I (768-771), Karel de Grote (768-814)
  - Aquitanië: Lupus II (768-781)
- Longobarden: Desiderius (756-774)
  - Benevento: Arechis II (758-787)
  - Spoleto: Theodicius (763-773), Hildeprand (774-788)
- Omajjaden (Córdoba): Abd-ar-rahman I (756-788)
- Saksen: Widukind (?-785)
- Venetië (doge): Maurizio Galbaio (764-787)

### Azië
- Abbasiden (kalief van Bagdad): al-Mansoer (754-775), Muhammad bin Abdullah al-Mahdi (775-785)
- China (Tang): Tang Daizong (762-779), Tang Dezong (779-805)
- India
  - Pallava: Nandivarman II (731-795)
  - Rashtrakuta: Krishna I (756-774), Govinda II (774-780)
- Japan: Shotoku (764-770), Konin (770-781)
- Silla (Korea): Hyegong (765-780)
- Tibet: Trisong Detsen (756-797)

### Afrika
- Rustamiden: abd al-Rahman ibn Rustam (777-784)

### Religie
- paus: Stefanus III (767-772), Adrianus I (772-795)
- patriarch van Alexandrië (Grieks): Politianus (768-813)
- patriarch van Alexandrië (koptisch): Mina I (767-775), Johannes IV (776-799)
- patriarch van Antiochië (Grieks): Theodorus (751-797)
- patriarch van Antiochië (Syrisch): Georgius I (758-790)
- patriarch van Constantinopel: Nicetas (766-780)
- imam (sjiieten): Musa ibn Ja'far (765-799)

<< · 770 · 771 · 772 · 773 · 774 · 775 · 776 · 777 · 778 · 779 · >>
<< · 700-709 · 710-719 · 720-729 · 730-739 · 740-749 · 750-759 · 760-769 · 770-779 · 780-789 · 790-799 · >>